# Schefflera heterophylla
Schefflera heterophylla là một loài thực vật có hoa trong Họ Cuồng cuồng. Loài này được (Wall. ex G.Don) Harms miêu tả khoa học đầu tiên năm 1894.